# The Pillows
The Pillows war eine japanische Band aus Hokkaidō. Die Band wird dem Alternative Rock und dem Power Pop zugerechnet. International bekannt wurden sie durch ihren Soundtrack zum Anime FLCL. Die 1989 gegründete Band veröffentlichte bislang fast zwei Dutzend Alben so wie viele Singles und einige Kompilationen. Seit 2007 stehen sie bei dem Label Avex Trax unter Vertrag.
Die Gruppe gab Ende Januar 2025 seine Auflösung bekannt.

## Diskografie

### Studioalben
- Moon Gold (1991)
- White Incarnation (1992)
- Kool Spice (1994)
- Living Field (1995)
- Please Mr. Lostman (1997)
- Little Busters (1998)
- Runners High (1999)
- Happy Bivouac (1999)
- Smile (2001)
- Thank You, Mr. Twilight (2002)
- Penalty Life (ペナルティーライフ, 2003)
- Good Dreams (2004)
- My Foot (2006)
- Wake Up! Wake Up! Wake Up! (2007)
- Pied Piper (2008)
- OOPArts (2009)
- Horn Again (2011)
- Trial (2012)
- Moondust (2014)
- Stroll and Roll (2016)
- Nook in the Brain (2017)
- Rebroadcast (2018)

### EPs
- Pantomime (パントマイム, 1990)
- 90’s My Life (1990)
- The Pillows Presents Special CD (1993)
- Turn Back (2004)

### Soundtracks
- Love & Pop (1998)
- FLCL No. 1: Addict (2004)
- FLCL No. 2: King of Pirates (2004)
- Colors of Life (2004)
- Moonlight Jellyfish (2004)
- FLCL No. 3 (2005)
- FooL on CooL generation (2018)
- Ousama Ni Nare (2019)

### Kompilationen
- Fool on the Planet (2001)
- Another Morning, Another Pillows (B-Sides, 2002)
- Lostman Go To Yesterday (Single-Kompilation, 2007)
- Rock Stock & Too Smoking the pillows (2009)
- Once Upon a Time in the Pillows (2009)
- Bootleg the Pillows 1992-1993 (2014)
- Across the Metropolis (2016)

### Videoalben
- Hello, Welcome to Bubbletown’s Happy Zoo (Instant Show) (VHS, 1998)
- We Have a Theme Song (VHS, 1999)
- Busters on the Planet (2001)
- Dead Stock Paradise (2003)
- Hello, Welcome to Bubbletowns Happy Zoo (Instant Show) (DVD Re-Release, 2003)
- We Have a Theme Song (DVD Re-Release, 2003)
- Walkin’ on the Spiral (2004)
- 916 (2005)
- Delicious Bump Tour in USA (2005)
- Delicous Bump Show!! (Various Artists, 2006)
- Lostman Go to America (2007)
- Wake Up! Stand Up! And Go! (2008)
- Pied Piper Go to Yesterday (2009)
- Blue Song With Blue Poppies (2009)
- Lostman Go to Budokan (2010)
- We Are Friends (2012)
- The Pillows Presents Born in the 60’s (2012)
- Real Trial (2012)
- Revival of Motion Pictures (2014)
- Our Black Flag (2014)
- Do You Remember the 2nd Movement? (2014)
- Don’t Forget Today! (2015)
- Moondust Light for You (2015)
- Stroll and Roll Band (2016)